# ميسا (أريزونا)
ميسا (بالإنجليزية: Mesa)‏ هي مدينة أمريكية تقع في ولاية أريزونا في مقاطعة ماريكوبا، تعتبر مدينة ميسا ثالث أكبر مدينة في أريزونا.تبعد بحوالي 20ميلا (32 كم2) عن مدينة فينكس، ميسا هي مدينة مركزية تقع في وادي الشرق قسم من منطقة العاصمة فينكس . يحدها من الغرب تيمبي ومن الشمال تشانلدر ومن الجنوب جلبرت ومن الشرق أباتشي مفرق ويبلغ عدد سكانها 439.780 نسمة عام (2010) تأسست مدينة ميسا عام 1845م.

## التركيبة السكانية
حدّد مكتب تعداد الولايات المتحدة بيانات التركيبة السكانية لميسا في تعداد الولايات المتحدة. في ما يلي، التركيبة السكانية حسب تعدادي 2000 و2010.

### تعداد عام 2000
بلغ عدد سكان ميسا 396,375 نسمة بحسب تعداد عام 2000، وبلغ عدد الأسر 146,643 أسرة وعدد العائلات 99,856 عائلة مقيمة في المدينة. في حين سجلت الكثافة السكانية 1,101.1 نسمة لكل كيلومتر مربع (2,851.8/ميل2). وبلغ عدد الوحدات السكنية 175,701 وحدة بمتوسط كثافة قدره 488.1 لكل كيلومتر مربع (1,264.2/ميل2).
وتوزع التركيب العرقي للمدينة بنسبة 81.65% من البيض و2.52% من الأمريكيين الأفارقة و1.66% من الأمريكيين الأصليين و1.49% من الأمريكيين ذوي الأصول الآسيوية و0.24% من سكان جزر المحيط الهادئ و9.66% من الأعراق الأخرى و2.79% من عرقين مختلطين أو أكثر و19.75% من الهسبانيون أو اللاتينيون من أي عرق.
بلغ عدد الأسر 146,643 أسرة كانت نسبة 36.3% منها لديها أطفال تحت سن الثامنة عشر تعيش معهم، وبلغت نسبة الأزواج القاطنين مع بعضهم البعض 52.7% من أصل المجموع الكلي للأسر، ونسبة 10.6% من الأسر كان لديها معيلات من الإناث دون وجود شريك، بينما كانت نسبة 4.8% من الأسر لديها معيلون من الذكور دون وجود شريكة وكانت نسبة 31.9% من غير العائلات. تألفت نسبة 24.2% من أصل جميع الأسر من عدة أفراد يعيشون في نفس المنزل ونسبة 9.1% كانت تتألف من شخص يعيش بمفرده يبلغ من العمر 65 عاماً أو أكثر. وبلغ متوسط حجم الأسرة المعيشية 2.68، أما متوسط حجم العائلات فبلغ 3.20.
بلغ العمر الوسطي للسكان 32.0 عاماً. وكانت نسبة 27.3% من القاطنين تحت سن الثامنة عشر، وكانت نسبة 11.2% بين الثامنة عشر والرابعة والعشرين عاماً، ونسبة 29.5% كانت واقعةً في الفئة العمرية ما بين الخامسة والعشرين والرابعة والأربعين عاماً، ونسبة 18.3% كانت ما بين الخامسة والأربعين والرابعة والستين، ونسبة 12.7% كانت ضمن فئة الخامسة والستين عاماً فما فوق. يوجد لكل 100 أنثى 98.4 ذكر، ويوجد لكل 100 أنثى في الثامنة عشر من عمرها فما فوق 95.9 ذكر.
بلغ متوسط دخل الأسرة في المدينة 44,169 دولارًا، أما متوسط دخل العائلة فبلغ 50,293 دولارًا. وكان متوسط دخل الذكور 37,227 دولارًا مقابل 27,314 دولارًا للإناث. وسجل دخل الفرد الخاص بالمدينة 19,900 دولارًا. وكانت نسبة 5.9% من العائلات ونسبة 8.4% من السكان تحت خط الفقر، وكان من هؤلاء نسبة 10.8% تحت سن الثامنة عشر ونسبة 6.7% في الخامسة والستين من العمر وما فوق.

### تعداد عام 2010
بلغ عدد سكان ميسا 439,041 نسمة بحسب تعداد عام 2010، وبلغ عدد الأسر 165,374 أسرة وعدد العائلات 108,868 عائلة مقيمة في المدينة. في حين سجلت الكثافة السكانية 1,219.6 نسمة لكل كيلومتر مربع (3,158.7/ميل2). وبلغ عدد الوحدات السكنية 201,173 وحدة بمتوسط كثافة قدره 558.8 لكل كيلومتر مربع (1,447.3/ميل2).
وتوزع التركيب العرقي للمدينة بنسبة 77.12% من البيض و3.48% من الأمريكيين الأفارقة و2.36% من الأمريكيين الأصليين و1.93% من الأمريكيين ذوي الأصول الآسيوية و0.38% من سكان جزر المحيط الهادئ و11.29% من الأعراق الأخرى و3.43% من عرقين مختلطين أو أكثر و26.36% من الهسبانيون أو اللاتينيون من أي عرق.
بلغ عدد الأسر 165,374 أسرة كانت نسبة 33.7% منها لديها أطفال تحت سن الثامنة عشر تعيش معهم، وبلغت نسبة الأزواج القاطنين مع بعضهم البعض 47.4% من أصل المجموع الكلي للأسر، ونسبة 12.6% من الأسر كان لديها معيلات من الإناث دون وجود شريك، بينما كانت نسبة 5.8% من الأسر لديها معيلون من الذكور دون وجود شريكة وكانت نسبة 34.2% من غير العائلات. تألفت نسبة 26.6% من أصل جميع الأسر من عدة أفراد يعيشون في نفس المنزل ونسبة 10% كانت تتألف من شخص يعيش بمفرده يبلغ من العمر 65 عاماً أو أكثر. وبلغ متوسط حجم الأسرة المعيشية 2.63، أما متوسط حجم العائلات فبلغ 3.21.
بلغ العمر الوسطي للسكان 34.6 عاماً. وكانت نسبة 26.3% من القاطنين تحت سن الثامنة عشر، وكانت نسبة 10% بين الثامنة عشر والرابعة والعشرين عاماً، ونسبة 26.7% كانت واقعةً في الفئة العمرية ما بين الخامسة والعشرين والرابعة والأربعين عاماً، ونسبة 22.9% كانت ما بين الخامسة والأربعين والرابعة والستين، ونسبة 14.1% كانت ضمن فئة الخامسة والستين عاماً فما فوق. وتوزع التركيب الجنسي للسكان بنسبة 49.2% ذكور و50.8% إناث.

## المناخ
يظهر الجدول التالي التغييرات المناخية على مدار السنة لميسا:
| البيانات المناخية لـميسا          | البيانات المناخية لـميسا | البيانات المناخية لـميسا | البيانات المناخية لـميسا | البيانات المناخية لـميسا | البيانات المناخية لـميسا | البيانات المناخية لـميسا | البيانات المناخية لـميسا | البيانات المناخية لـميسا | البيانات المناخية لـميسا | البيانات المناخية لـميسا | البيانات المناخية لـميسا | البيانات المناخية لـميسا | البيانات المناخية لـميسا |
| الشهر                             | يناير                    | فبراير                   | مارس                     | أبريل                    | مايو                     | يونيو                    | يوليو                    | أغسطس                    | سبتمبر                   | أكتوبر                   | نوفمبر                   | ديسمبر                   | المعدل السنوي            |
| --------------------------------- | ------------------------ | ------------------------ | ------------------------ | ------------------------ | ------------------------ | ------------------------ | ------------------------ | ------------------------ | ------------------------ | ------------------------ | ------------------------ | ------------------------ | ------------------------ |
| الدرجة القصوى °ف (°م)             | 89 (32)                  | 95 (35)                  | 99 (37)                  | 106 (41)                 | 118 (48)                 | 116 (47)                 | 119 (48)                 | 115 (46)                 | 113 (45)                 | 107 (42)                 | 97 (36)                  | 86 (30)                  | 119 (48)                 |
| متوسط درجة الحرارة الكبرى °ف (°م) | 67 (19)                  | 71 (22)                  | 77 (25)                  | 85 (29)                  | 94 (34)                  | 104 (40)                 | 106 (41)                 | 104 (40)                 | 99 (37)                  | 89 (32)                  | 75 (24)                  | 67 (19)                  | 87 (30)                  |
| متوسط درجة الحرارة الصغرى °ف (°م) | 41 (5)                   | 45 (7)                   | 49 (9)                   | 54 (12)                  | 61 (16)                  | 70 (21)                  | 77 (25)                  | 76 (24)                  | 70 (21)                  | 59 (15)                  | 47 (8)                   | 40 (4)                   | 57 (14)                  |
| أدنى درجة حرارة °ف (°م)           | 15 (−9)                  | 19 (−7)                  | 24 (−4)                  | 30 (−1)                  | 37 (3)                   | 43 (6)                   | 54 (12)                  | 51 (11)                  | 40 (4)                   | 30 (−1)                  | 22 (−6)                  | 17 (−8)                  | 15 (−9)                  |
| الهطول إنش (مم)                   | 1.01 (26)                | 1.03 (26)                | 1.19 (30)                | 0.33 (8.4)               | 0.17 (4.3)               | 0.06 (1.5)               | 0.89 (23)                | 1.14 (29)                | 0.89 (23)                | 0.81 (21)                | 0.77 (20)                | 0.98 (25)                | 9.27 (237.2)             |
| المصدر: The Weather Channel       |                          |                          |                          |                          |                          |                          |                          |                          |                          |                          |                          |                          |                          |

## توأمة
لميسا (أريزونا) اتفاقيات توأمة مع كل من:
- هوت العليا [الإنجليزية]‏
- كاراز، بيرو
- ماناوس

## أعلام
- بن جونسون
- فرانكي كارل
- لويد باتلر
- مايك لي
- صموئيل روي ماكاليف
- إليكساندريا كارلسون
- جيم أدكينز
- أبريل شتاينر بينيت
- دانييل فيشل
- كارل هايدن